# Liste der Wappen im Landkreis Celle
Diese Liste zeigt die Wappen der Samtgemeinden, Gemeinden und ehemaligen Gemeinden im Landkreis Celle in Niedersachsen.
| Landkreis | Wappen | Kommentare |
| --------- | ------ | --- |
| Celle     |        | Genehmigt durch das Preußische Staatsministerium am 24. August 1928: „In Gold ein rot gezungter blauer Löwe, zwischen dessen Vorderpranken ein rotes Herz schwebt.“ Auch als zum 1. Januar 1973 die zuvor kreisfreie Stadt Celle in den Landkreis Celle eingegliedert wurde, führte dieser sein Kreiswappen unverändert fort. |

## Samtgemeinden
| Samtgemeinde | Wappen | Kommentare |
| ------------ | ------ | --- |
| Flotwedel    |        | Genehmigt ????: Das Wappen der Samtgemeinde Flotwedel zeigt: „In Gold ein blaues Wassermühlenantriebsrad mit 18 Zellen, oben und unten von blauem Wellenband begleitet.“ Im Jahre 1972 schlossen sich die vier Gemeinden Bröckel, Eicklingen, Langlingen und Wienhausen zur Samtgemeinde Flotwedel zusammen. |
| Lachendorf   |        | Die Samtgemeinde Lachendorf führt in Ihrer Hauptsatzung das Wappen, das zuvor die Gemeinde Lachendorf im Jahre 1968 angenommen hatte: „In Blau ein aus silbernem Wellenbalken wachsendes halbes silbernes Mühlrad, darunter eine goldene Ähre über silbernem Pflug.“                                         |
| Wathlingen   |        | Angenommen durch den Rat der Samtgemeinde Wathlingen am 20. März 1980, genehmigt durch den Landkreis Celle: „Das Wappen der Samtgemeinde Wathlingen zeigt in Grün einen erhöhten schmalen silbernen Balken belegt mit rotem Amtsstab, darüber ein schreitender goldener Löwe, darunter ein goldener Grapen.“ |

### Ehemalige Samtgemeinden
| Samtgemeinde | Wappen | Kommentare |
| ------------ | ------ | --- |
| Eschede      |        | Die Samtgemeinde Eschede führte in ihrer Hauptsatzung das Wappen, das zuvor die Gemeinde Eschede im Jahre 1962 angenommen hatte: „In Rot ein neunblättriger, silberner Eschenzweig.“ Zum 1. Januar 2014 schlossen sich die Mitgliedsgemeinden Eschede, Habighorst, Höfer und Scharnhorst der bisherigen Samtgemeinde Eschede zur neugebildeten Gemeinde Eschede zusammen. |

## Städte und Gemeinden
| Stadt oder Gemeinde     | Wappen       | Kommentare |
| ----------------------- | ------------ | --- |
| Gemeinde Adelheidsdorf  |              | Genehmigt ????: „Das Wappen der Gemeinde Adelheidsdorf zeigt in Grün zwei schmale silberne Pfähle, in den Flanken ein Schildfuß mit zwei übereinander liegenden schmalen Balken vereint, im Freifeld gekreuzt Moorhacke (Twicke) und Spaten, beide mit goldenen Stielen.“ |
| Gemeinde Ahnsbeck       |              | Genehmigt ????: „In Silber eine grüne Erle mit braunen Kätzchen wachsend aus einem abgesenkten blauen Wellenbalken, darunter eine schwarze liegende Wolfsangel.“ |
| Gemeinde Beedenbostel   |              | Genehmigt ????: „Wappen geteilt und unten gespalten. Oben in Gold ein roter mit Zinnen versehener Wehrturm, der ein schwarzes Kreuz aufweist. Unten rechts in Rot ein aus dem Schildrand wachsendes, nach links gewandtes Pferd; unten links in Silber ein grünes stehendes Eichenblatt mit zwei Eicheln.“ |
| Stadt Bergen            |              | Genehmigt durch den Niedersächsischen Minister des Innern 1957: „In Silber über grünem, mit einem silbernen Heidschnuckenschädel belegten Schildfuß eine stilisierte grüne Eiche mit goldenen Früchten.“ |
| Gemeinde Bröckel        |              | Genehmigt ????: Das Wappen der Gemeinde Bröckel zeigt: „in Blau, darin ein golden beschlagenes, silbernes Kummet, eine goldene Doppelflanke, darin vorne ein grüner Rohrkolben, hinten eine grüne Ähre.“ |
| Kreisstadt Celle        | Wappenschild | Wappen fußt auf Siegelführung aus der Zeit nach der Stadtwerdung um 1248: „In Blau eine silberne Zinnenmauer, darauf drei rot bedachte silberne Türme; im schwarzen Tor ein gelehnter, mit roten Herzen bestreuter goldener Schild, darin ein blauer Löwe.“ Seit dem 17. Jahrhundert ist das Oberwappen üblich: Helm mit blau-silbernen Decken, darauf zwei mit Pfauenspiegeln besteckte silberne Sicheln.                                                                                             |
| Gemeinde Eicklingen     |              | Genehmigt ????: Das Wappen der Gemeinde Eicklingen zeigt: „in Silber auf grünem Boden ein grüner Eichbaum mit drei goldenen Eicheln, davor ein silbernes gesenktes Schwert mit einer über den goldenen Griff gehängten goldenen Waage“. |
| Gemeinde Eldingen       |              | Genehmigt ????: „Das Wappen der Gemeinde Eldingen zeigt: Halbgeteilt und gespalten, von grün, blau und rot. Darin oben rechts eine stilisierte silberne Pflugschar. Unten rechts ein halbes silbernes Mühlrad. Links über silbernen Wellenbalken ein silberner Löwe.“ |
| Gemeinde Eschede        |              | Genehmigt ????: „In Rot ein neunblättriger, silberner Eschenzweig.“ Zum 1. Januar 2014 schlossen sich die Mitgliedsgemeinden Eschede, Habighorst, Höfer und Scharnhorst der bisherigen Samtgemeinde Eschede zur neugebildeten Gemeinde Eschede zusammen. Diese führt das Wappen der bisherigen Gemeinde Eschede bis zu einem neuen Entwurf fort. |
| Gemeinde Faßberg        |              | Genehmigt ????: „In Grün eine silberne Wellendeichsel; oben ein Zahnrad mit eingeschlossenem Flugzeug, vorne ein stehender Heidschnuckenschäfer, hinten eine Wacholdergruppe, alle silbern.“ |
| Gemeinde Hambühren      |              | Genehmigt ????: Das Wappen der Gemeinde Hambühren zeigt „in Grün ein unten offener goldener Ring, oben überdeckt von zwei silbernen Niedersachsenhäusern mit goldenen Türen und Dächern, unten ein silbernes Kammrad.“ |
| Gemeinde Hohne          |              | Genehmigt ????: „Das Wappen der Gemeinde Hohne zeigt In geteiltem Schild, oben in gold ein laufender schwarzer Birkhahn, unten in grün ein goldener Pflug mit silberner Pflugschar und Vorderschneider.“ |
| Gemeinde Lachendorf     |              | Angenommen durch den Rat der Gemeinde Lachendorf 1968: „Das Wappen der Gemeinde Lachendorf zeigt in blau ein aus silbernem Wellenbalken wachsendes halbes Mühlrad, darunter eine goldene Ähre über silbernem Pflug.“ |
| Gemeinde Langlingen     |              | Genehmigt ????: Das Wappen der Gemeinde Langlingen zeigt: „in Blau eine aufgerichtete silberne Türangel, begleitet unten links von einem silbernen Wagenrad, rechts von einem silbernen Kammrad, oben beiderseits von einer goldenen Ähre“. |
| Gemeinde Nienhagen      |              | Genehmigt ????: „In Grün ein goldenes Schildhaupt, darin ein roter Hachmeisterstab, darunter ein goldener Fischschwanzmeißel.“ |
| Gemeinde Südheide       |              | Genehmigt am 18. Juni 2015: Das Wappen der Gemeinde Südheide zeigt: „Gespalten von Gold und Blau, links an schwarzem Querstab hängend eine dreiwimplige blaue Fahne, darüber eine schwarze Weltkugel mit aufgesetztem Kreuz; hinten ein silbernes Kammrad, darunter ein beflügeltes goldenes Schienenrad.“ |
| Gemeinde Wathlingen     |              | Genehmigt ????: „Das Wappen der Gemeinde Wathlingen zeigt auf grünem Grund unter zwei gekreuzt hängenden Ähren einen dreifüssigen goldenen Grapen; über den Ähren ein gekreuztes silbernes Bergmannsgezäh (Schlägel und Eisen).“ |
| Gemeinde Wienhausen     |              | Genehmigt ????: Das Wappen der Klostergemeinde Wienhausen zeigt: „in Silber über grünen Schildfuß, darin ein silberner Bach, eine rote Kirche mit Stufengiebel, drei gotischen Fenstern und spitzbedachten seitlichen Treppentürmen. Der Schildfuß und die Portalstelle sind belegt mit einem goldenen Schild, darin ein rotbewehrter blauer Löwe, zwischen dessen Vorderpranken ein rotes Herz schwebt (Wappen des Landkreises Celle). Der Stufengiebel ist beseitet von zwei grünen Eichenblättern“. |
| Gemeinde Wietze         |              | Genehmigt durch den Regierungspräsidenten in Lüneburg am 17. Oktober 1963: „In Grün ein silberner alter Bohrturm, begleitet vorne von einer goldenen Ähre, hinten von einem goldenen Eichenzweig mit vier Blättern und einer Eichel.“ |
| Gemeinde Winsen (Aller) |              | Genehmigt 1958: „Das Wappen der Gemeinde zeigt auf rotem Grund über grünem Boden mit silbernem Fluss ein silbernes Tor mit goldener Gittertür. Die pyramidenförmig zugespitzten Torpfosten sind (heraldisch) rechts mit einem schwarzen Hut, links mit einer roten Rose belegt. Dazwischen befindet sich schwebend das Wappenschild des Landes Lüneburg, das auf goldenem, mit roten Herzen bestreuten Grund einen blauen, rotbewehrten und rotbezungten Löwen zeigt.“                                 |

## Ortsteile und historische Wappen

### StadtBergen
| Ort      | Wappen | Kommentare |
| -------- | ------ | --- |
| Bleckmar |        | Angenommen 1966: „.“ Zum 1. Februar 1971 wurde die Gemeinde Bleckmar in die Stadt Bergen eingegliedert. |
| Eversen  |        | Genehmigt ????: „.“ Zum 1. Februar 1973 wurde die Gemeinde Eversen in die Stadt Bergen eingegliedert. |
| Sülze    |        | Genehmigt ????: „Geteilt, oben in Gold einen wachsenden rotbewehrten blauen Löwen, zwischen den Pranken ein Herz; unten in Blau eine goldene Ähre, überdeckt von zwei gekreuzten silbernen Salzhaken.“ Zum 1. Januar 1973 wurde die Gemeinde Sülze in die Stadt Bergen eingegliedert |

### KreisstadtCelle
| Ort         | Wappen | Kommentare |
| ----------- | ------ | --- |
| Westercelle |        | Genehmigt durch den Regierungspräsidenten in Lüneburg 1962: „In Grün ein schräglinker silberner Wellenbalken; oben ein silberner Pferdekopf, unten ein schräglinkes silbernes Birkenblatt.“ Zum 1. Januar 1973 wurde die Gemeinde Westercelle in die Kreisstadt Celle eingegliedert. |

### GemeindeEschede
Zum 1. Januar 2014 schlossen sich die Mitgliedsgemeinden Eschede, Habighorst, Höfer und Scharnhorst der bisherigen Samtgemeinde Eschede zur neugebildeten Gemeinde Eschede zusammen.
| Ort                 | Wappen | Kommentare |
| ------------------- | ------ | --- |
| Gemeinde Eschede    |        | Angenommen 1962: „In Rot ein neunblättriger, silberner Eschenzweig.“ Die zum 1. Januar 2014 neugebildete Gemeinde Eschede führt das Wappen der bisherigen Gemeinde Eschede bis zu einem neuen Entwurf fort. |
| Gemeinde Habighorst |        | Genehmigt ????: „.“ |
| Gemeinde Höfer      |        | Genehmigt ????: „.“ |

### GemeindeFaßberg
| Ort                    | Wappen | Kommentare |
| ---------------------- | ------ | --- |
| Gemeinde Müden (Örtze) |        | Genehmigt ????: „.“ Zum 1. Januar 1977 wurde die Gemeinde Müden (Örtze) in die Gemeinde Faßberg eingegliedert. |

### GemeindeHohne
| Ort                  | Wappen | Kommentare |
| -------------------- | ------ | --- |
| Gemeinde Spechtshorn |        | Genehmigt ????: „In Gold und Grün gespalten, vorne ein auf einem braunen gestümmelten Ast aufgebaumter, naturfarbener Buntspecht; hinten ein umgekehrtes silbernes Horn mit goldenem Mundstück.“ Zum 1. Januar 1973 wurde die Gemeinde Spechtshorn in die Gemeinde Hohne eingegliedert. |

### GemeindeSüdheide
Zum 1. Januar 2015 schlossen sich die Gemeinden Hermannsburg und Unterlüß zur neugebildeten Gemeinde Südheide zusammen.
| Ort                   | Wappen | Kommentare |
| --------------------- | ------ | --- |
| Gemeinde Hermannsburg |        | Genehmigt durch den Niedersächsischen Minister des Innern 1955: „In Gold eine dreilatzige blaue Fahne an schwarzem Querstab, der in der Mitte mit einem schwarzen Kreuz auf schwarzer Weltkugel besteckt ist.“ |
| Gemeinde Unterlüß     |        | Genehmigt ????: „Geteilt von Gold und Grün, oben drei wachsende grüne Tannen, unten ein silbernes Kammrad von einem beflügelten goldenen Schienenrad leicht überdeckt.“                                        |